# Tomasz Pudłocki
Tomasz Pudłocki (ur. 13 lutego 1981 w Przemyślu) – polski historyk specjalizujący się w historii kultury, nauki i oświaty, profesor nauk humanistycznych, nauczyciel akademicki Uniwersytetu Jagiellońskiego, w latach 2011–2013 prezes Towarzystwa Przyjaciół Nauk w Przemyślu, w latach 2021–2023 dyrektor Archiwum Nauki PAN i PAU w Krakowie, popularyzator historii.

## Życiorys
Zdał maturę w I Liceum Ogólnokształcącym im. Juliusza Słowackiego w Przemyślu. W 2004 ukończył z wyróżnieniem studia magisterskie z historii na Uniwersytecie Jagiellońskim, gdzie obronił pracę Życie codzienne w I Państwowym Gimnazjum i Liceum im. J. Słowackiego w Przemyślu w latach 1918–1939 napisaną pod kierunkiem Andrzeja Banacha. W 2008 również na Uniwersytecie Jagiellońskim uzyskał stopień doktora nauk humanistycznych w zakresie historii na podstawie pracy Inteligencja w Przemyślu od II połowy XIX w. do 1939 roku napisanej pod kierunkiem Andrzeja Banacha.
W 2008 uzyskał stypendium prezydenta miasta Przemyśla. W tym samym roku został zatrudniony w Instytucie Historii UJ jako asystent. W 2010 został tam zatrudniony na stanowisku adiunkta. W latach 2010–2011 był pełniącym obowiązki kierownika studiów zaocznych w Instytucie Historii UJ. W latach 2013–2016 uzyskiwał stypendium ministra nauki i szkolnictwa wyższego dla młodych badaczy. W 2016 na Wydziale Historycznym Uniwersytetu Jagiellońskiego uzyskał habilitację w zakresie nauk humanistycznych ze specjalności historia kultury, nauki i wychowania. W latach 2016–2017 był koordynatorem programu Erasmus w Instytucie Historii UJ. W 2017 został kierownikiem programu Studies in Central and Eastern Europe: cultures, histories and societies na Wydziale Historycznym UJ.
W latach 2012–2013 był stypendystą Fundacji Kościuszkowskiej w Nowym Jorku i profesorem wizytującym Columbia University. W latach 2015–2016 był stypendystą Polsko-Amerykańskiej Komisji Fulbrighta i profesorem wizytującym w Daemen College w Amherst, gdzie organizował dwie konferencje naukowe. W latach 2017–2018 był ponownie stypendystą Fundacji Kościuszkowskiej w Nowym Jorku i profesorem wizytującym Pratt Institute w Brooklynie, w Nowym Jorku. Odbył dwutygodniową kwerendę w archiwum Muzeum Polskiego w Ameryce.
Jego zainteresowania badawcze obejmują: historię kultury, nauki i oświaty; pogranicze polsko-ukraińskie w XIX i XX wieku; gender studies; relacje intelektualne Polski, Wielkiej Brytanii i USA. Opublikował cztery monografie autorskie, był współredaktorem kilkunastu książkowych wydawnictw zbiorowych oraz kilkudziesięciu zeszytów czasopism, opublikował ponad sto czterdzieści artykułów oraz rozdziałów w książkach, ponad sto biogramów w słownikach biograficznych i ponad czterdzieści recenzji w czasopismach, m.in. w Kwartalniku Historycznym.
Został wybrany na członka Towarzystwo Przyjaciół Nauk w Przemyślu, w którym pełnił funkcje członka Zarządu (2004–2013), sekretarza (2008–2011), przewodniczącego Sekcji Humanistycznej, prezesa (2011–2013) oraz wiceprezesa (od 2017). Został także wybrany na członka Oral History Society w Polsce (2008), Polskiego Towarzystwa Historycznego – Oddziału w Przemyślu (2011) oraz Polish Institute of Arts and Sciences of America (2014) oraz Łódzkiego Towarzystwa Naukowego (2018). Został wybrany na członka Komisji Historii Kobiet Polskiej Akademii Nauk (2012), Komisji Historii Kobiet Polskiego Towarzystwa Historycznego (2012) oraz Komisji Historii Nauki Polskiej Akademii Umiejętności (2014). W 2021 został wybrany na dyrektora Archiwum Nauki PAN i PAU w Krakowie. Został powołany na członka Rady Dyrektorów Jednostek Naukowych Polskiej Akademii Nauk w kadencji 2023–2026.
W 2011 został redaktorem naczelnym Rocznika Przemyskiego, w którego redakcji był od 2009. Współredagował Przemyski Słownik Biograficzny. Został członkiem redakcji Krakowskiego Pisma Kresowego (rocznika Księgarni Akademickiej w Krakowie; od 2008), З історії західноукраїнських земель (rocznika Instytutu Ukrainoznawstwa im. I. Krypjakiewicza Ukraińskiej Akademii Nauk we Lwowie; od 2015), Pilar. Časopis za društvene i humanističke studije (rocznika Instytutu Naukowego Ivo Pilar w Zagrzebiu; od 2016).
Podjął działalność dydaktyczną jako nauczyciel akademicki w Instytucie Historii UJ, gdzie prowadził zajęcia z historii XIX i XX wieku z zakresu zagadnien takich jak: historia wizualna, historia myśli pedagogicznej, młodzież polska w XIX wieku, a także zajęcia w języku angielskim z historii kultury XIX wieku w Europie Środkowo-Wschodniej oraz migracji i życia codziennego. Współpracował jako recenzent z Narodowym Centrum Nauki w zespole HS3 „Wiedza o przeszłości”. Brał udział jako prelegent w szeregu międzynarodowych kongresów i konferencji naukowych, m.in. w Krakowie, Londynie, Oxfordzie, Rzeszowie, Pecsu, Segedynie, Budapeszcie, Waszyngtonie.
Podjął także działalność publicystyczną i popularyzatorską. Prowadził otwarte wykłady popularnohistoryczne m.in. w Przemyskiej Bibliotece Publicznej im. Ignacego Krasickiego. Został stałym redaktorem i autorem z zakresu historii i kultury w miesięczniku Nasz Przemyśl. Nawiązał współpracę z redakcją Życia Podkarpackiego oraz Kuriera Plus, wydawanego w Nowym Jorku.
W dniu 16 czerwca 2025 roku otrzymał z rąk prezydenta Andrzeja Dudy nominację profesorską.

## Publikacje
Monografie autorskie
- Blask szarości... Życie codzienne w I Państwowym Gimnazjum im. Juliusza Słowackiego w Przemyślu w latach 1918–1939, Przemyśl 2004.
- Iskra światła czy kopcąca pochodnia? Inteligencja w Przemyślu w latach 1867–1939, Kraków 2009.
- Będziemy działać... Wincenta Tarnawska w służbie niepodległości Polski, Kraków 2013.
- Ambasadorzy idei. Wkład intelektualistów w promowanie pozytywnego wizerunku Polski w Wielkiej Brytanii w latach 1918–1939, Kraków 2015.
- Szekspir i Polska. Życie Władysława Tarnawskiego (1885–1951), Rzeszów–Warszawa 2023.[12][13]

Redakcja naukowa
- Historia zwyczajnych kobiet i zwyczajnych mężczyzn. Dzieje społeczne w perspektywie gender, Przemyśl 2007 (współredaktor[a]).
- Przez błękit i gwiazdy jestem z Wami. W 200. rocznicę urodzin Juliusza Słowackiego, Przemyśl-Rzeszów 2009 (współredaktor[b]).
- Aktywność publiczna kobiet na ziemiach polskich. Wybrane zagadnienia, Warszawa 2013 (współredaktor[c]).
- Przemyśl i ziemia przemyska w strefie wpływów ruskich (X – połowa XIV w.), Kraków 2013 (współredaktor[d]).
- Prowincja galicyjska wokół I wojny światowej. Konteksty, porównania, przykłady, Przemyśl 2014 (współredaktor[e]).
- Amico, socio et viro docto. Księga ku czci profesora Andrzeja Kazimierza Banacha, Kraków 2015 (współredaktor[f]).
- Puszcza Sandomierska od kuchni. Między tradycją a współczesnością, Kolbuszowa 2017 (współredaktor[g]).
- Intellectuals and World War I. A Central European Perspective, Kraków 2018 (współredaktor[h])[14].
- Rus’s and Poland (10th–14th Centuries), Kraków 2019 (współredaktor[i]).
- Wielka wojna wyzwań duchowych. Kapelani wojskowi na froncie wschodnim 1914–1920, Kraków 2020 (współredaktor[j]).
- Postwar Continuity and New Challenges in Central Europe, 1918–1923. The War That Never Ended, New York–London 2022 (współredaktor[k]).
- Archiwum Nauki PAN i PAU z perspektywy 20 lat: rzeczywistość i wyzwania, Kraków 2022 (współredaktor[l]).
- Renata Dutkowa 1927–2015: materiały z posiedzenia naukowego w dniu 22 kwietnia 2022 roku, Kraków 2022 (współredaktor[m])).

Albumy fotograficzne
- Historia zaklęta w fotografiach. I Liceum Ogólnokształcące im. Juliusza Słowackiego w Przemyślu sprzed stu lat i dziś, Przemyśl 2008.

## Nagrody
- Nagrody za osiągnięcia naukowe II stopnia (2009, 2016)[1]
- Nagroda Rektora Uniwersytetu Jagiellońskiego za osiągnięcia dydaktyczne (2011)[1]
- Wyróżnienie w konkursie Sygnety Wydawnictwa IPN za biografię Władysława Tarnowskiego (2024)[15]